# Alberto de Mendoza
Alberto de Mendoza (Buenos Aires, 21 de janeiro de 1923 - Madrid, 12 de dezembro de 2011) foi um ator argentino.
Considerado um dos principais atores da espanha, atuou em quase duas centenas de filmes espanhois e argentinos ao longo de toda a carreira que iniciou aos sete anos de idade, em 1930.

## Filmografia
- 1930 – Alma de Gaucho;
- 1946 – Adán y la serpiente;
- 1950 – The Marihuana Story;
- 1951 – Pasó en mi barrio;
- 1960 – El Asalto;
- 1962 – A hierro muere;
- 1964 – Primero yo;
- 1965 - The Dictator's Guns;
- 1968 - The Desperate Ones;
- 1969 - The Forgotten Pistolero;
- 1971 – La Folie des grandeurs;
- 1973 – Horror Express;
- 1978 – The Man Who Knew Love;
- 1981 – The Underground Man;
- 2005 – Tapas, entre outros.